# Elgoibar

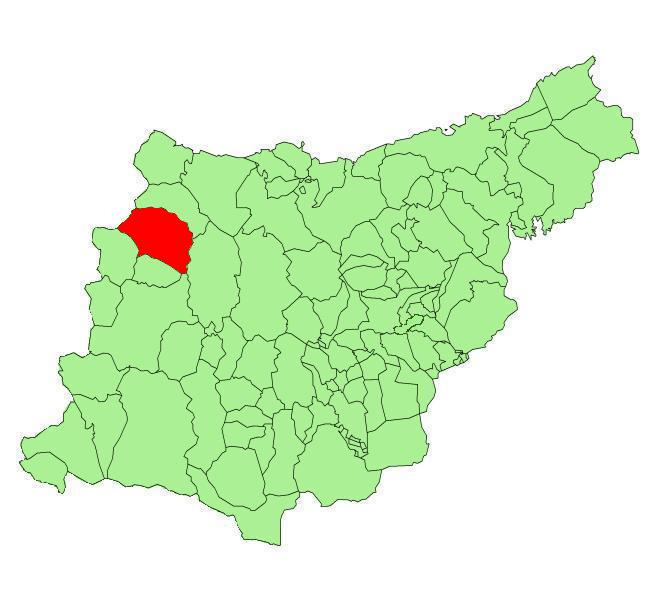
Położenie gminy na mapie prowincji Gipuzkoa.

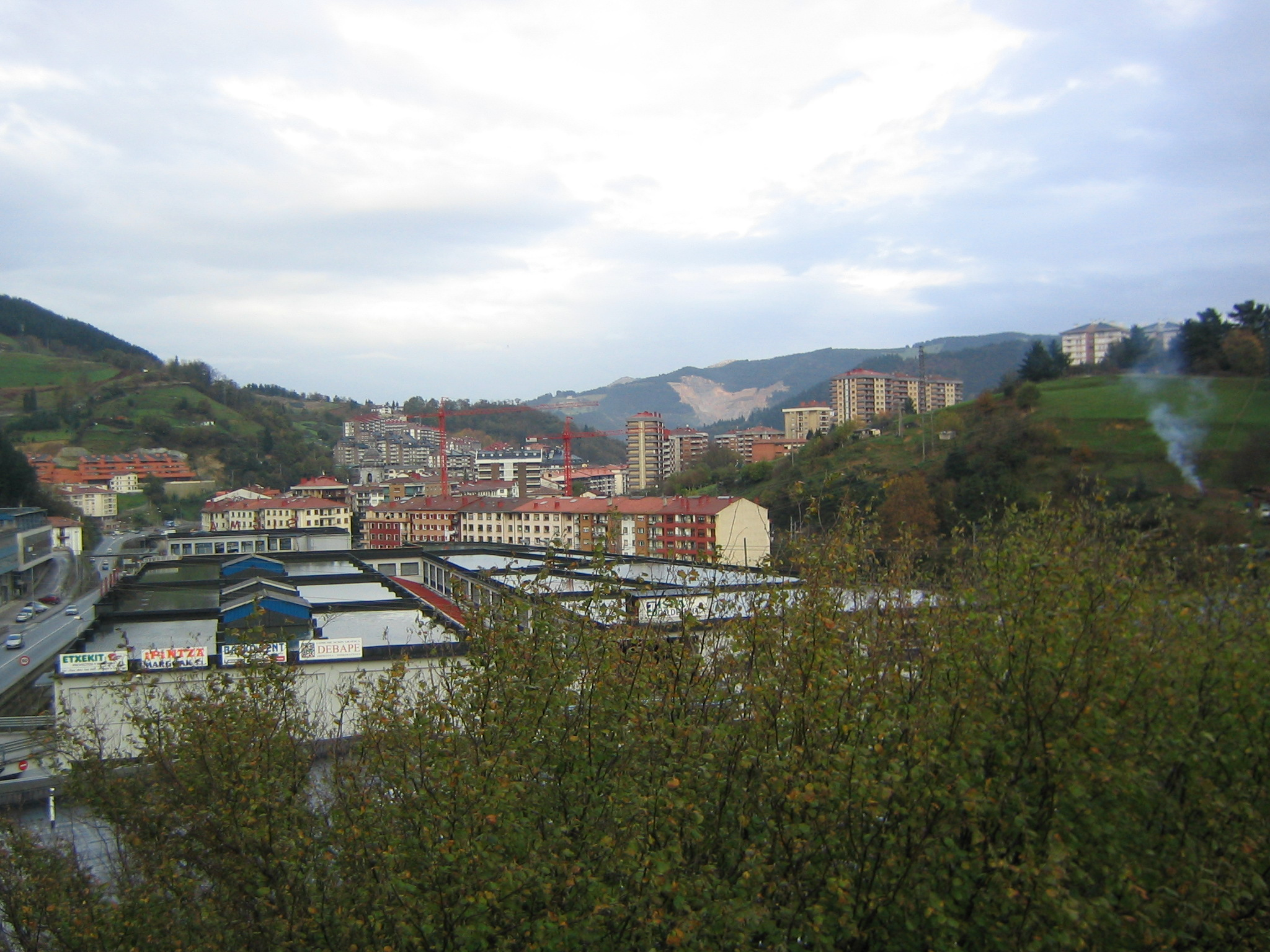
Elgoibar.

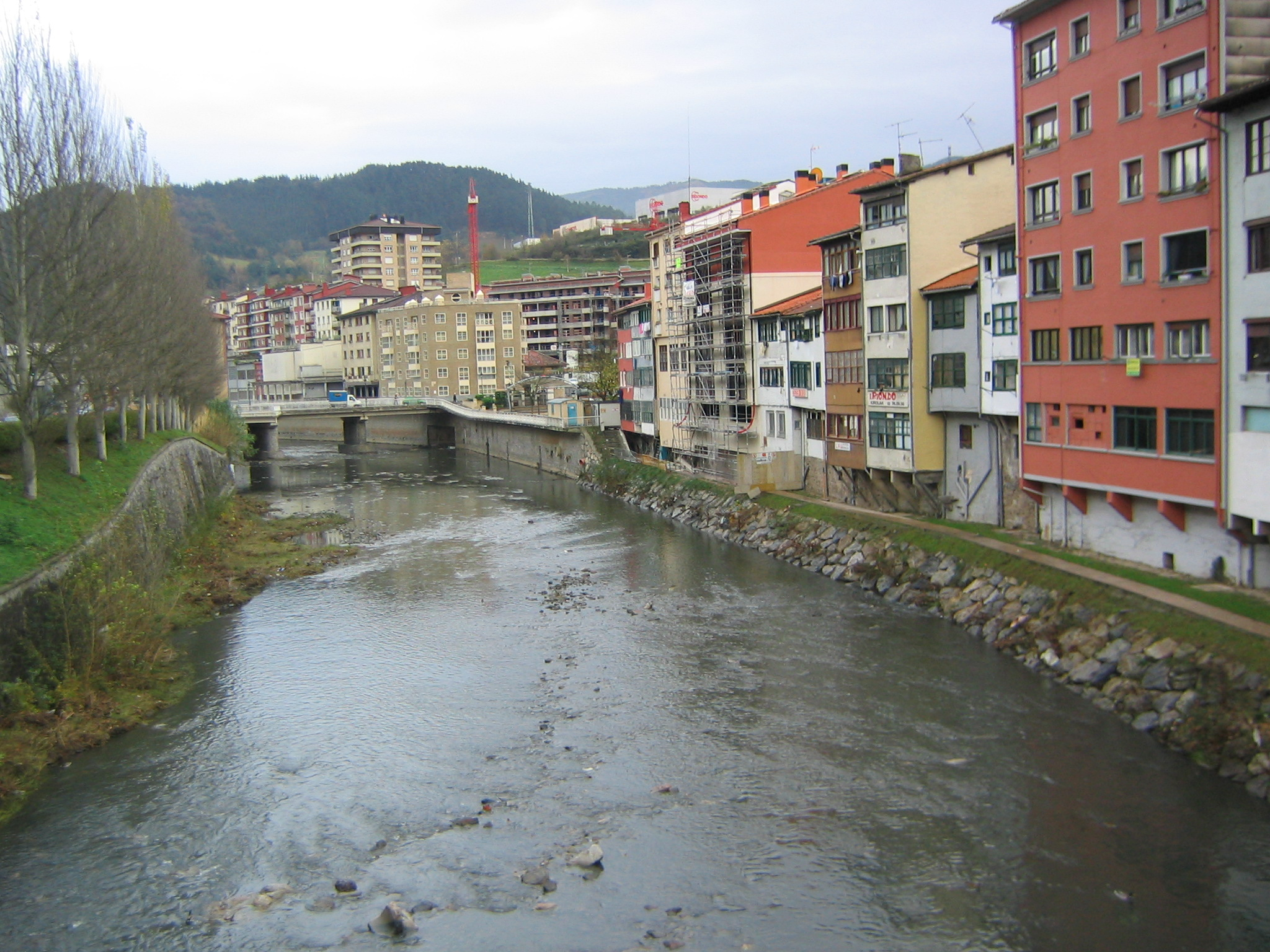
Rzeka Deba w Elboidar.

Elgoibar (hiszp. Elgóibar) – gmina w Hiszpanii, w Kraju Basków, w prowincji Gipuzkoa, w comarce Debabarrena, 64 km od San Sebastián.
Powierzchnia gminy wynosi 39,11 km². Zgodnie z danymi INE, w 2008 roku liczba ludności wynosiła 11 051, a gęstość zaludnienia 282,56 osoby/km². Współrzędne geograficzne gminy to 43°12'51"N, 2°25'01"E. Kod pocztowy do gminy to 20 870.
Przez Elgoibar płynie rzeka Deba.

## Miejscowości
W skład gminy Elgoibar wchodzi siedem miejscowości. Są to:
- Altzola
- Arriaga
- Sallobente-Ermuaran
- Aiastia-San Migel
- Idotorbe-San Pedro
- Azkue-San Roke
- Urruzuno

## Osoby urodzone w Elgoibar
- Joseba Etxeberria (1977): piłkarz Athleticu Bilbao oraz Realu Sociedad.
- Itziar Gurrutxaga (1977): piłkarz Athleticu Bilbao.
- Arnaldo Otegi (1958): polityk, lider Batasuny.
- Juan Cruz Sol (1947): piłkarz Realu Madryt i Valencia CF.
- Fernando Ansola (1940): piłkarz Realu Oviedo, Realu Betis i Realu Sociedad.
- Jaime Arrese (1936–1980): burmistrz Elgoibar w latach 70. XX wieku, zamordowany przez CCAA.
- Luis Mazzantini y Eguia (1856–1926): torreador.
- Don Pedro Miguel Urruzuno (1844–1923): pisarz w języku baskijskim.
- D. Fr. Francisco Aguirre (1863–1941): ksiądz, misjonarz.
- Tiburtzio Beristain Berriozabal (1904–1953): piłkarz.
- Pedro Muguruza Otaño (1893–1952) architekt.
- Bernardo Ezenarro (1873–1956): przedsiębiorca.

## Demografia
| 1991   | 1996   | 2001   | 2004   | 2006   | 2007   | 2008   |
| ------ | ------ | ------ | ------ | ------ | ------ | ------ |
| 11 693 | 10 989 | 10 440 | 10 524 | 10 690 | 10 893 | 11 051 |